# ليونيل ألفاريز
ليونيل ألفاريز (بالإسبانية: Leonel Álvarez)‏ (مواليد 30 يوليو 1965) هو لاعب كرة قدم. يلعب مع منتخب كولومبيا لكرة القدم. سبق له أن لعب في كأس العالم لكرة القدم مع منتخب بلاده.

## روابط خارجية
- ليونيل ألفاريز على موقع الاتحاد الدولي (مؤرشف)  (الإنجليزية)
- ليونيل ألفاريز على موقع الاتحاد الأوربي (الإنجليزية)
- ليونيل ألفاريز على موقع الدوري الأمريكي (الإنجليزية)
- ليونيل ألفاريز على موقع قاعدة بيانات كرة القدم.إي يو (الإنجليزية)
- ليونيل ألفاريز على موقع ناشيونال فوتبول تيمز (الإنجليزية)
- ليونيل ألفاريز على موقع Soccerbase.com (لاعب) (الإنجليزية)
- ليونيل ألفاريز على موقع عالم كرة القدم.نت (الإنجليزية)